# Stuart Hamm
Pour les articles homonymes, voir Hamm (homonymie).
Stuart 'Stu' Hamm (né le 8 février 1960) est un bassiste américain connu pour jouer avec de grands artistes ainsi que pour ses enregistrements en solo.

## Débuts
Né à La Nouvelle-Orléans, Hamm passe son enfance et sa jeunesse à Champaign, dans l'Illinois, où il étudie la basse et le piano. Il joue dans le groupe principal du lycée de Champaign, et est sélectionné pour le groupe de l'Illinois. Il suit ensuite le Berklee College of Music à Boston, où il rencontre le guitariste Steve Vai et aussi, grâce à ce dernier, Joe Satriani.
Stu Hamm a joué et enregistré des morceaux avec ces deux guitar heros, mais aussi Frank Gambale, et bien d'autres guitaristes reconnus, mais ce sont les concerts de la tournée avec Satriani qui lui ont donné une notoriété internationale.

## Style
Le premier album solo de Hamm, Radio Free Albemuth, inspiré par le roman éponyme de Philip K. Dick, sort en 1988. Stuart Hamm y démontre ses talents de composition sur plusieurs styles différents (fusion, country, musique classique). Cet album inclut aussi une reprise de la Sonate au clair de lune de Beethoven en tapping à deux mains.
Au début de sa carrière, Hamm a utilisé des basses Factor, avant que la marque Fender sorte des basses mises au point et signées par Hamm : la Urge Bass et la Urge II Bass.
Sa maîtrise des techniques de slap et de tapping à deux mains qui lui ont valu en partie sa notoriété pendant ses concerts et sur ses enregistrements sont détaillées dans les vidéos pédagogiques qu'il a réalisées : Slap, Pop & Tap For The Bass et Deeper Inside the Bass.
En 2006, il est à l'origine du G3 pour bassistes, le Bx3, une tournée à laquelle ont participé, entre autres, son ami Billy Sheehan et Jeff Berlin.
Hamm vit actuellement à San Francisco avec sa femme et sa fille.

## Discographie

### Albums Solo
- Radio Free Albemuth (1988)
- Kings of Sleep (1989)
- The Urge (1991)
- Outbound (2000)
- Live Stu X 2 - Live (2007)
- Just Outside Of Normal (2010)
- The Book of Lies (2015)
- The Diary of Patrick Xavier (2018)
- Hold Fast (2023)

### AvecFrank Gambale
- The Great Explorers (1990)

### AvecFrank GambaleetSteve Smith
- Show Me What You Can Do (1998)
- The Light Beyond (2000)
- GHS3 (2003)

### AvecJoe Satriani
- Dreaming #11 (1988) -- Pistes 1 à 3
- Flying in a Blue Dream (1989)
- Time Machine (1993)
- Crystal Planet (1998)
- Live in San Francisco (2001)
- Live in Paris (2010)

### AvecJoe Satriani,Eric Johnson, etSteve Vai
- G3 Live in Concert (1997) -- Pistes 1 à 3

### AvecSteve Vai
- Flex-Able (1984)
- Passion and Warfare (1990)
- Fire Garden (1996) -- Track 3

### Autres artistes
- Richie Kotzen, Richie Kotzen (1989)
- Various artists, Merry Axemas Vol.2 (1998)
- Michael Schenker Group, Arachnophobiac (2003)

## Vidéos Pédagogiques
- Slap, Pop & Tap For The Bass (1987)
- Deeper Inside the Bass (1987)

## Anecdotes
- Lors de ses solos en concert, ses fans crient son surnom "Stu", ce qui donne l'impression qu'il est hué.